# Schorndorf (Baden-Wurtemberg)
Schorndorf (pronunciación en alemán: /ˈʃɔʁnˌdɔʁf/ⓘ) es una ciudad en Baden-Württemberg situada a 26 kilómetros al este de Stuttgart, Alemania. Pertenece a la Región de Stuttgart (hasta 1992 Región del Neckar central) y a la región metropolitana europea de Stuttgart. Después de Waiblingen y Fellbach, es la tercera ciudad más grande del distrito de Rems-Murr.

## Historia
Villa del Ducado de Wurtemberg, durante la guerra de los Treinta Años, fue sitiada y destruida por las tropas imperiales el 15 de diciembre de 1634.
Desde el 1 de enero de 1967 Schorndorf es una gran ciudad.

### Ciudades hermanadas
El hermanamiento más antiguo de la ciudad de Schorndorf es con la prefectura francesa de Tulle. Se estableció en 1969 y supuso el inicio de otros hermanamientos, que no comenzaron hasta la década de 1990. Después de la reunificación alemana se estableció el hermanamiento con la ciudad de Kahla en Turingia. En 1994 ocurrió con la inglesa Bury y en 1996 con la estadounidense Tuscaloosa. En 1998 Schorndorf se hermanó con la ciudad italiana Dueville. La ciudad con la que se ha hermanado Schorndorf más recientemente es Rentería en Guipúzcoa (España), oficial desde 2012.
- Tulle, desde 1962
- Kahla, desde 1991
- Bury, desde 1994
- Tuscaloosa, desde 1996
- Dueville, desde 1998
- Rentería (País Vasco), desde 2012

El barrio de Weiler/Rems está relacionado desde 1966 con Radenthein, Austria, oficialmente desde 2012.

## Economía e infraestructuras

### Transporte
El perímetro de Schorndorf es atravesado por la Bundesstraße 29, que en ese punto cuenta con cuatro carriles une Waiblingen con Nördlingen. Está construida como carretera de circunvalación y rodea el centro urbano por el norte. La conexión más cercana con una autovía federal es Aichelberg con la A 8 Stuttgart-Ulm.
La ciudad de Schorndorf es conocida por su gran cantidad de rotondas. Esto le ha dado el mote de "Große Kreiselstadt" (gran ciudad de círculos), en alusión a su título de "Große Kreisstadt" (gran ciudad del distrito).
Schorndorf está en el recorrido de la línea férrea Stuttgart-Bad Cannstatt-Aalen, también llamada Remsbahn por el río Rems. En la estación de Schorndorf, donde en la madrugada y en la noche para un tren Intercity de la línea Karlsruhe-Leipzig, empieza la línea S2 (Schorndorf-Stuttgart-Aeropuerto y Feria de Stuttgart-Filderstadt) de la red de cercanías S-Bahn Stuttgart. Además circulan la línea RB 13 (Stuttgart-Aalen-Ellwangen-Crailsheim) y el IRE 1 (Karlsruhe-Pforzheim-Stuttgart-Schwäbisch Gmünd-Aalen) de GoAhead. Otro apeadero de Schorndorf es Weiler (Rems). Hacia el norte circula el tren de la orilla del Wieslauf (WEG RB 61) hacia Rudersberg-Oberndorf. Las estaciones en Schorndorf en este tramo son Hammerschlag, Haubersbronn, Centro de Haubersbronn y Miedelsbach-Steinenberg. A otros destinos existen numerosas líneas de autobús. Todo el transporte de cercanías tiene un precio unificado dentro del sistema de transporte público de la región de Stuttgart (VVS).